# Военнопленник
Военнопленниците са некомбатанти – участници във въоръжени сили или недържавни военни организации или цивилни, – които са затворени от воюваща страна по време на война или непосредствено след нея.
Воюващите страни могат да държат военнопленници по различни легитимни и нелегитимни причини. Често това става, за да ги изолира от комбатантите на противника, продължаващи бойните действия, като след тяхното прекратяване пленниците са освобождавани и организирано репатрирани. Военнопленници се задържат също за демонстрация на военна победа, като наказание за тях, включително за съденето им за военни престъпления, за да бъде използван трудът им, за да бъдат вербувани и дори принудително мобилизирани във въоръжените сили на заловилата ги страна, за получаване на разузнавателна информация или за индоктринирането им в определени политически или религиозни възгледи.